# Филисово (Вологодский район)
Филисово — деревня в Вологодском районе Вологодской области.
Входит в состав Кубенского сельского поселения (с 1 января 2006 года по 8 апреля 2009 года входила в Борисовское сельское поселение), с точки зрения административно-территориального деления — в Борисовский сельсовет.
Расстояние до районного центра Вологды по автодороге — 42 км, до центра муниципального образования Кубенского по прямой — 11 км. Ближайшие населённые пункты — Горка-Никольская, Острецово, Борисово, Городок, Новое, Кольцеево.
По переписи 2002 года население — 12 человек.